# Jaroslav Krombholc
Jaroslav Krombholc (ur. 30 stycznia 1918 w Pradze, zm. 16 lipca 1983 tamże) – czeski dyrygent.

## Życiorys
W latach 1937–1940 uczył się kompozycji Vítězslava Nováka, od 1938 do 1942 roku studiował także w Konserwatorium Praskim u Pavla Dědečka, Václava Talicha i Otakara Ostrčila. W latach 1940–1942 uczęszczał ponadto na kurs muzyki mikrotonowej u Aloisa Háby i wykłady Zdenka Nejedlego. W 1940 roku został dyrygentem Teatru Narodowego w Pradze. W latach 1944–1945 był dyrygentem teatru operowego w Ostrawie. Po 1945 roku związany był na stałe z praskim Teatrem Narodowym, w latach 1963–1968 był jego pierwszym dyrygentem, a 1968–1974 dyrektorem muzycznym. Od 1973 do 1978 roku dyrygował orkiestrą symfoniczną radia praskiego. Z zespołem Teatru Narodowego wielokrotnie występował za granicą, m.in. w Wielkiej Brytanii, Włoszech, RFN, ZSRR i Ameryce Południowej.
Zasłynął przede wszystkim jako interpretator muzyki kompozytorów czeskich: Bedřicha Smetany, Antonína Dvořáka, Leoša Janáčka, Bohuslava Martinů. Otrzymał nagrody państwowe za realizacje oper Smetany Dalibor (1949) i Libusza (1955). W 1966 roku otrzymał tytuł Artysty narodowego.
W młodości zajmował się także komponowaniem, napisał m.in. Symfonię, Sekstet smyczkowy, 2 kwartety smyczkowe, Sonatę na klarnet lub altówkę i fortepian, a także pieśni.